# Giuseppe Ghio
Giuseppe Ghio (Palermo, 20 agosto 1818 – Napoli, 24 gennaio 1875) è stato un generale italiano, ufficiale del Regno delle Due Sicilie poi passato al Regio Esercito.

## Biografia
Discendente da una famiglia di tradizioni borboniche (Rosa Baccher, la nonna, era sorella dei borbonici la cui congiura fu denunciata da Luisa Sanfelice), frequentò il collegio militare della Nunziatella. Terminati gli studi, intraprese la carriera militare.
Fu nominato capitano dei Cacciatori il 1º marzo 1840; nel 1848 fu al comando del corpo di circa 200 cacciatori che uccisero Pietro Mileti nella Valle del Savuto; nel 1850, maggiore, ottenne l'ordine di San Ferdinando e del Merito; nel 1857, da tenente colonnello, fu al comando delle truppe che sconfissero a Padula i "Trecento", i rivoluzionari guidati da Pisacane e Nicotera. Da generale guidava l'esercito borbonico che, forte di oltre diecimila uomini e dodici cannoni, il 30 agosto 1860 a Soveria Mannelli si arrese senza combattere ai volontari garibaldini calabresi.
Nel settembre 1860, pochi giorni dopo la resa di Soveria Mannelli, Giuseppe Garibaldi nominò Ghio comandante di Sant'Elmo, la piazza di Napoli. Questa nomina suscitò vivaci proteste da parte dei mazziniani a causa del ruolo avuto da Ghio nella fine di Pisacane. In seguito alle polemiche, nel novembre del 1860 Ghio lasciò l'esercito piemontese. A causa delle modalità della resa di Soveria Mannelli e del successivo ingresso nell'esercito piemontese, Giuseppe Ghio venne accusato di tradimento dai fautori della monarchia borbonica. Morì di morte violenta in località "Ponti Rossi", a Napoli.